# Rosenball (München)
Der Rosenball München, auch „Münchner Rosenball“, ist ein Wohltätigkeitsball, der von 2003 bis 2012 unter diesem Namen stattfand. Er ist der direkte Nachfolger des „Orchideenballes“, der vom Münchner Stadtrat Wolfgang Vogelsgesang über 20 Jahre für den Erhalt von Schloss Blutenburg durchgeführt wurde. Vogelsgesangs Schwiegertochter Sabine Vogelsgesang gründete für den Münchner Rosenball 2002 einen Verein und unterstützt seitdem kranke und bedürftige Kinder. Sie verstarb am 28. August 2018.

## Geschichte
In München werden seit vielen Jahrzehnten Wohltätigkeitsbälle veranstaltet. Alle diese Bälle wurden nach Blumen benannt. So gibt es den Chrysanthemenball, den Magnolienball und bis Ende der 90er Jahre den Orchideenball. Als Nachfolger dieses Orchideenballes wurde im Jahr 2003 der erste Münchner Rosenball veranstaltet. Der Tradition folgend fand er jeweils am „Lumpigen Donnerstag“, dem letzten Donnerstag im Fasching, statt. Nur in Ausnahmefällen, wie im extrem kurzen Fasching 2008, wich er auf einen anderen Termin aus. Der Münchner Rosenball unterstützte seit Anbeginn „hilfsbedürftige Personen, insbesondere kranke Kinder“. Viele tausende Euro wurden seit 2003 gesammelt und gemeinnützigen Zwecken zugeführt.
Veranstaltungsort war das Hotel Bayerischer Hof (München).
Die stellvertretende Bayerische Ministerpräsidentin a. D. Christa Stewens hatte von Anfang an die Schirmherrschaft übernommen. Gäste der vergangenen Bälle waren unter anderem: Thomas M. Stein, Uschi Glas, Prinzessin Ursula von Bayern, Patrick Lindner und Helmut Haller.

## Verein
Der Verein Münchner Rosenball wurde bereits 2002 gegründet, war vom Finanzamt Garmisch-Partenkirchen als gemeinnützig anerkannt und durfte seitdem Zuwendungsbescheinigungen sowohl für Mitgliedsbeiträge als auch für Spenden ausstellen. Im Herbst 2022 wurde er aufgelöst, da seit dem Tod der Gründerin keine neuen Aktivitäten entfaltet werden konnten.

## Spenden
Der Verein Münchner Rosenball spendete den Erlös der Bälle und anderer Aktionen an viele Organisationen:
- Elterninitiative Kinderklinik München Großhadern
- Tabaluga Stiftung – Hilfe für Kinder in Not
- Elterninitiative am Kinderkrankenhaus München-Schwabing
- Aktion „Kleine Riesen“, ein Projekt zur Pflege kranker Kinder in häuslicher Umgebung am Klinikum München-Schwabing
- Uniklinik München (Ankauf eines „Reanimationsbett mit Monitor“ für Frühgeborene)
- die Deutsche Knochenmarkspenderdatei mit mehreren Aktionen zur Gewinnung von Knochenmarkspendern